# بناهای تاریخی مسیحی اولیه راونا
بناهای تاریخی اولیه مسیحی راونا یک سایت سریالی است که از ۷ دسامبر ۱۹۹۶ توسط یونسکو در فهرست میراث جهانی گنجانده شده‌است. این مکان شامل هشت بنای تاریخی مقبره گالا پلاسیدیا، غسل تعمید نئونی، غسل تعمید آریان، کلیسای کوچک اسقف اعظم، کلیسای سنت آپولینار نووو، مقبره سان تئودوریکا، ویتال و کلیسای سنت آپولینار در کلاس است که قدمت آنها به قرن پنجم و ششم بازمی‌گردد.

## کتابشناسی - فهرست کتب
- Leardo Mascanzoni, Ravenna: una storia millenaria, in Storia e Dossier, n. 44, Firenze, Giunti Barbera Editore, ottobre 1990, pp. 3-50.